# Город-герой Севастополь (юбилейная монета)
Город-геро́й Севасто́поль — юбилейная монета номиналом 200 000 карбованцев, выпущенная Национальным банком Украины. Посвящена городу-герою Севастополю.
Монета была введена в оборот 23 августа 1995 года. Принадлежит к серии «Города-герои Украины».

## Описание и характеристики монеты
| Номинал карб. | Металл                | Масса, грам | Диаметр, мм. | Качество изготовления | Гурт     | Тираж, штук |
| ------------- | --------------------- | ----------- | ------------ | --------------------- | -------- | ----------- |
| 200 000       | медно-никелевый сплав | 14,35       | 33,0         | пруф-лайк             | рифлёный | 75 000      |

### Аверс
На аверсе монеты в центре круга, созданного узором из бус, находится изображение малого Государственного Герба Украины, обрамлённого с двух сторон ветками калины. Над гербом расположена дата 1995 — год чеканки монеты, под гербом — в два ряда по кругу надпись «200000 КАРБОВАНЦІВ», которая означает номинальную стоимость монеты (число 200000 расположено в разрыве узора из бус). Между внешним кантом и узором из бус наверху по кругу — надпись «НАЦІОНАЛЬНИЙ БАНК УКРАЇНИ», отделённая с двух сторон от слова «КАРБОВАНЦІВ» разделительными отметками в форме ромбов.

### Реверс
На реверсе монеты в центре расположено изображение обелиска города-героя Севастополя, сооружённого на высоком берегу Северной бухты в честь подвига воинов Отдельной Приморской армии, моряков-черноморцев, народных ополченцев, истребительного и курсантского батальонов, которые на протяжении 250 дней — с ноября 1941 года до июля 1942 года — героически защищали город от немецко-фашистских захватчиков. Слева от обелиска на фоне морских волн, в знак преемственности героических традиций города, изображен памятник кораблям, затопленным во время Севастопольской обороны 1854—1855 годов. Справа изображены три ряда морских волн и над ними силуэт современного военного корабля. По кругу монеты — надписи: вверху «МІСТО-ГЕРОЙ СЕВАСТОПОЛЬ», внизу под постаментом обелиска «1941 — 1945».

## Авторы
- Художники: Александр Ивахненко (аверс), Анатолий Пономаренко (реверс).
- Скульптори: Александр Хазов (аверс), Василь Никищенко (реверс).

## Стоимость монеты
Цена на монету установлена Национальным банком Украины в период её реализации через филиалы НБУ в 1995 году и составляла 200 000 карбованцев (2 гривны)
Фактическая приблизительная стоимость монеты, с годами изменялась так:
| Год        | 2010 | 2011 | 2012 | 2013 | 2014 |
| ---------- | ---- | ---- | ---- | ---- | ---- |
| Ціна, грн. | 30   | 35   | 60   | 75   | 85   |